# Não Esqueça a Minha Caloi
Não Esqueça a Minha Caloi é uma slogan publicitário criado por José Estevão Cocco em 1978 e que é considerado um dos mais marcantes da propaganda brasileira. O slogan foi acompanhado por uma longa campanha publicitária, que incluía diversos comerciais de televisão, e que apresentou um dos mais ilustres personagens da publicidade brasileira, o Zigbim. A propaganda incentivava as crianças a escreverem bilhetes aos pais para ganharem uma bicicleta como presente de natal.

## Legado
Quarenta anos após a criação do slogan, em 2018, a agência Tribal WorldWide, em parceria com o próprio criador do slogan, o J. Cocco, usaram a frase para conscientizar acerca dos perigos que os ciclistas sofrem atualmente no trânsito.